# Biophytum dendroides
Biophytum dendroides är en harsyreväxtart som först beskrevs av Carl Sigismund Kunth, och fick sitt nu gällande namn av Dc.. Biophytum dendroides ingår i släktet Biophytum och familjen harsyreväxter. Inga underarter finns listade i Catalogue of Life.